# Итоговый турнир WTA 2009
Итоговый чемпионат тура Женской теннисной ассоциации 2009 года (англ. Sony Ericsson Championships 2009) — турнир сильнейших теннисисток, завершающий сезон WTA. Турнир проходил в 39-й раз для одиночных игроков и 34-й в парном разряде. Традиционно турнир проводится поздней осенью — в этом году с 27 октября по 1 ноября на кортах Khalifa International Tennis Complex в столице Катара городе Доха, которая принимает его второй год подряд.
Свой титул в этом году защищают:
- одиночки —  Винус Уильямс
- пары —  Кара Блэк /  Лизель Хубер

## Квалификация
Квалификация на этот турнир происходит по итогам чемпионской гонки WTA.

### Одиночный турнир
| Рейтинг Чемпионской гонки 2009 года (26 октября 2009) | Рейтинг Чемпионской гонки 2009 года (26 октября 2009) | Рейтинг Чемпионской гонки 2009 года (26 октября 2009) | Рейтинг Чемпионской гонки 2009 года (26 октября 2009) |
| #                                                     | Теннисист                                             | Очки                                                  | Турниры                                               |
| ----------------------------------------------------- | ----------------------------------------------------- | ----------------------------------------------------- | ----------------------------------------------------- |
| 1                                                     | Динара Сафина                                         | 7731                                                  | 18                                                    |
| 2                                                     | Серена Уильямс                                        | 7576                                                  | 17                                                    |
| 3                                                     | Светлана Кузнецова                                    | 5772                                                  | 18                                                    |
| 4                                                     | Каролина Возняцки                                     | 5475                                                  | 24                                                    |
| 5                                                     | Елена Дементьева                                      | 5415                                                  | 19                                                    |
| 6                                                     | Виктория Азаренко                                     | 4451                                                  | 16                                                    |
| 7                                                     | Винус Уильямс                                         | 4397                                                  | 16                                                    |
| 8                                                     | Елена Янкович                                         | 3555                                                  | 19                                                    |
| 9                                                     | Вера Звонарёва                                        | 3550                                                  | 20                                                    |
| 10                                                    | Агнешка Радваньская                                   | 3340                                                  | 23                                                    |

В число участников одиночного турнира помимо 8 игроков основной сетки включают также двоих запасных.

### Парный турнир
| Рейтинг Чемпионской гонки 2009 года (26 октября 2009) | Рейтинг Чемпионской гонки 2009 года (26 октября 2009) | Рейтинг Чемпионской гонки 2009 года (26 октября 2009) | Рейтинг Чемпионской гонки 2009 года (26 октября 2009) |
| #                                                     | Команда                                               | Очки                                                  | Турниры                                               |
| ----------------------------------------------------- | ----------------------------------------------------- | ----------------------------------------------------- | ----------------------------------------------------- |
| 1                                                     | Кара Блэк Лизель Хубер                                | 9100                                                  | 20                                                    |
| 2                                                     | Серена Уильямс Винус Уильямс                          | 6750                                                  | 5                                                     |
| 3                                                     | Нурия Льягостера Вивес Мария Хосе Мартинес Санчес     | 6397                                                  | 20                                                    |
| 4                                                     | Саманта Стосур Ренне Стаббз                           | 5048                                                  | 15                                                    |

## Соревнования

### Одиночные соревнования
Серена Уильямс обыграла  Винус Уильямс со счётом 6-2, 7-6(4).

### Парные соревнования
Нурия Льягостера Вивес /  Мария Хосе Мартинес Санчес обыграли  Кару Блэк /  Лизель Хубер со счётом 7-6(0), 5-7, 10-7